# WTA Premier
WTA Premier-turneringer er en serie af individuelle tennisturneringer for kvinder, der blev indført i forbindelse med omorganiseringen af WTA Tour, der trådte i kraft ved sæsonstarten i 2009, og turneringerne i denne kategori overgås kun af de fire grand slam-turneringer og sæsonafslutningen WTA Finals. Serien er opdelt i tre kategorier:
- WTA Premier Mandatory, der består af fire turneringer, der hver havde en præmiesum på $ 7-8,5 millioner i 2019.
- WTA Premier 5, der består af fem turneringer, der hver havde en præmiesum på $ 2,5-3,2 millioner i 2019.
- WTA Premier 700, der består af tolv turneringer, der hver havde en præmiesum på $ 750-950.000 i 2019.

Kategorierne WTA Premier Mandatory og WTA Premier 5 svarer tilsammen nogenlunde til den tidligere turneringskategori WTA Tier I, der blev nedlagt efter sæsonen 2008, da touren blev omorganiseret, mens WTA Premier 700 nogenlunde svarer til den tidligere kategori WTA Tier II.
I single er Serena Williams indehaver af rekorden for flest vundne Premier-turneringer med 20 titler, siden 2009.

## Turneringer

### WTA Premier Mandatory
Turneringskategorien WTA Premier Mandatory, hvis navn hentyder til, at topspillerne er forpligtet til at deltage i alle turneringerne, består pt. af følgende fire turneringer, angivet i kronologisk rækkefølge i henhold til deres terminer på tennissæsonen pr. 2020.
| Turnering            | Sponsoreret navn             | Land    | By            | Arena                      | Underlag  | Tilsk.pladser | Grundlagt | Deltagere | Termin        |
| -------------------- | ---------------------------- | ------- | ------------- | -------------------------- | --------- | ------------- | --------- | --------- | ------------- |
| Indian Wells Masters | BNP Paribas Open             | USA     | Indian Wells  | Indian Wells Tennis Garden | Hardcourt | 16.100        | 1987      | 96        | Medio marts   |
| Miami Open           | Miami Open presented by Itaú | USA     | Miami Gardens | Hard Rock Stadium          | Hardcourt | 14.000        | 1985      | 96        | Ultimo marts  |
| Madrid Open          | Mutua Madrid Open            | Spanien | Madrid        | Caja Mágica                | Grus      | 12.442        | 2002      | 56        | Primo maj     |
| China Open           | China Open                   | Kina    | Beijing       | National Tennis Center     | Hardcourt | 15.000        | 2004      | 56        | Primo oktober |

### WTA Premier 5
Turneringskategorien WTA Premier 5, hvis navn henviser til, at der er fem turneringer i kategorien, består af følgende fem turneringer. Qatar Ladies Open og Dubai Tennis Championships skiftes hvert andet år til at have Premier 5-status.
| Turnering                                                  | Sponsoreret navn                                      | Land        | By                                            | Arena                                             | Underlag  | Tilsk.pladser | Grundlagt | Deltagere | Termin           |
| ---------------------------------------------------------- | ----------------------------------------------------- | ----------- | --------------------------------------------- | ------------------------------------------------- | --------- | ------------- | --------- | --------- | ---------------- |
| Qatar Open (lige år) Dubai Tennis Championships (ulige år) | Qatar Total Open Dubai Duty Free Tennis Championships | Qatar · FAE | Doha Dubai                                    | Khalifa International Aviation Club Tennis Centre | Hardcourt | 7.000 5.000   | 2001 1993 | 56        | Ultimo februar   |
| Internazionali d'Italia                                    | Internazionali BNL d'Italia                           | Italien     | Rom                                           | Foro Italico                                      | Grus      | 10.400        | 1930      | 56        | Medio maj        |
| Canada Masters                                             | Rogers Cup Coupe Rogers                               | Canada      | Toronto (ulige årstal) Montreal (lige årstal) | Aviva Centre Stade IGA                            | Hardcourt | 12.500 11.815 | 1881      | 56        | Primo august     |
| Cincinnati Masters                                         | Western & Southern Open                               | USA         | Mason                                         | Lindner Family Tennis Center                      | Hardcourt | 11.435        | 1899      | 56        | Medio august     |
| Wuhan Open                                                 | Wuhan Open                                            | Kina        | Wuhan                                         | Optics Valley International Tennis Centre         | Hardcourt | 15.000        | 2014      | 56        | Ultimo september |

### WTA Premier 700
Turneringskategorien WTA Premier 700 består af følgende tolv turneringer. Qatar Ladies Open og Dubai Tennis Championships skiftes hvert andet år til at have Premier 700-status.
| Turnering                                                  | Sponsoreret navn                                      | Land           | By               | Arena                                             | Underlag              | Tilsk.pladser | Grundlagt | Deltagere | Termin          |
| ---------------------------------------------------------- | ----------------------------------------------------- | -------------- | ---------------- | ------------------------------------------------- | --------------------- | ------------- | --------- | --------- | --------------- |
| Brisbane International                                     | Brisbane International                                | Australien     | Brisbane         | Queensland Tennis Centre                          | Hardcourt             | 5.500         | 2009      | 30        | Primo januar    |
| Adelaide International                                     | Adelaide International                                | Australien     | Adelaide         | Memorial Drive Tennis Centre                      | Hardcourt             | 5.000         | 2020      | 30        | Medio januar    |
| St. Petersburg Ladies' Trophy                              | St. Petersburg Ladies' Trophy                         | Rusland        | Sankt Petersborg | Sibur Arena                                       | Hardcourt (indendørs) | 7.120         | 2003      | 28        | Primo februar   |
| Qatar Open (ulige år) Dubai Tennis Championships (lige år) | Qatar Total Open Dubai Duty Free Tennis Championships | Qatar · FAE    | Doha Dubai       | Khalifa International Aviation Club Tennis Centre | Hardcourt             | 7.000 5.000   | 2001 1993 | 28        | Medio februar   |
| Charleston Open                                            | Volvo Car Open                                        | USA            | Charleston       | Family Circle Tennis Center                       | Grus                  | 10.200        | 1973      | 56        | Primo april     |
| Stuttgart Tennis Grand Prix                                | Porsche Tennis Grand Prix                             | Tyskland       | Stuttgart        | Porsche-Arena                                     | Grus (indendørs)      | 6.000         | 1978      | 28        | Ultimo april    |
| Grass Court Championships Berlin                           | Grass Court Championships Berlin                      | Tyskland       | Berlin           | LTTC Rot-Weiß Berlin                              | Græs                  | 7.000         | 2020      | 32        | Medio juni      |
| Eastbourne International                                   | Nature Valley International                           | Storbritannien | Eastbourne       | Devonshire Park Lawn Tennis Club                  | Græs                  | 8.000         | 1974      | 48        | Ultimo juni     |
| Silicon Valley Classic                                     | Mubadala Silicon Valley Classic                       | USA            | San Jose         | San Jose State University                         | Hardcourt             |               | 1971      | 28        | Primo august    |
| Zhengzhou Open                                             | Zhengzhou Open                                        | Kina           | Zhengzhou        | Zhongyuan Tennis Center                           | Hardcourt             |               | 2014      | 28        | Medio september |
| Pan Pacific Open                                           | Toray Pan Pacific Open                                | Japan          | Tokyo            | Ariake Coliseum                                   | Hardcourt             | 10.000        | 1984      | 28        | Medio september |
| Kremlin Cup                                                | VTB Kremlin Cup                                       | Rusland        | Moskva           | Olimpijskij                                       | Hardcourt (indendørs) | 11.400        | 1990      | 28        | Medio oktober   |

### Geografisk fordeling
| Indian Wells Miami Madrid Beijing Dubai Rom Montreal Toronto Cincinnati Wuhan Doha Brisbane Adelaide Skt. Petersborg Charleston Stuttgart Berlin Eastbourne San Jose Zhengzhou Tokyo Moskva WTA Premier Mandatory WTA Premier 5 WTA Premier 700 |

## Retningslinjer
WTA Tour's regelbog udstikker visse retningslinjer for turneringer i kategorien WTA Premier og dennes underkategorier.

### Obligatorisk deltagelse
For spillere, der endte den foregående sæson i top 10 på WTA's verdensrangliste, er det som udgangspunkt obligatorisk at deltage i singlerækken i
- alle fire turneringer i kategorien WTA Premier Mandatory.
- mindst fire af de fem Premier 5-turneringer, dog skal alle fem turneringer spilles mindst en gang i løbet af to år.[7]
- mindst to af de tolv Premier 700-turneringer.

### Præmiesummer
I 2019 er minimumspræmiesummen i en Premier 5-turnering $ 2.828.000, mens mindstebeløbet i en Premier 700-turnering er $ 828.000.

### Ranglistepoint
Spillerne opnår point til WTA's verdensrangliste ved deltagelse i Premier-turneringer. Antallet af vundne point afhænger af antallet af deltagere i hovedturneringen.
| Resultat                          | Point             | Point             | Point     | Point     | Point       | Point       |
| Resultat                          | Premier Mandatory | Premier Mandatory | Premier 5 | Premier 5 | Premier 700 | Premier 700 |
| Resultat                          | 96 delt.          | 56 delt.          | 56 delt.  | 56 delt.  | 48-56 delt. | 28-32 delt. |
| --------------------------------- | ----------------- | ----------------- | --------- | --------- | ----------- | ----------- |
| Vinder af turneringen             | 1.000             | 1.000             | 900       | 900       | 470         | 470         |
| Nederlag i finalen                | 650               | 650               | 585       | 585       | 305         | 305         |
| Nederlag i semfinalen             | 390               | 390               | 350       | 350       | 185         | 185         |
| Nederlag i kvartfinalen           | 215               | 215               | 190       | 190       | 100         | 100         |
| Nederlag i 1/8-finalen            | 120               | 120               | 105       | 105       | 55          | 55          |
| Nederlag i 1/16-finalen           | 65                | 65                | 60        | 60        | 30          | 1           |
| Nederlag i 1/32-finalen           | 35                | 10                | 1         | 1         | 1           | -           |
| Nederlag i 1/64-finalen           | 10                | -                 | -         | -         | -           | -           |
| Kvalificeret til hovedturneringen | 30                | 30                | 30        | 30        | 25          | 25          |
| Nederlag i 3. kval.runde          | -                 | -                 | 22        | -         | -           | 18          |
| Nederlag i 2. kval.runde          | 20                | 20                | 15        | 20        | 13          | 13          |
| Nederlag i 1. kval.runde          | 2                 | 2                 | 1         | 1         | 1           | 1           |

## Vindere

### Single

#### WTA Premier Mandatory
| Vindere af Premier Mandatory-turneringer                                                                                 | Vindere af Premier Mandatory-turneringer | Vindere af Premier Mandatory-turneringer | Vindere af Premier Mandatory-turneringer | Vindere af Premier Mandatory-turneringer |
| Sæson | Indian Wells                             | Miami                                    | Madrid                                   | Beijing                                  |
| --- | ---------------------------------------- | ---------------------------------------- | ---------------------------------------- | ---------------------------------------- |
| 2009 | Vera Zvonarjova (1/1)                    | Viktorija Azarenka (1/6)                 | Dinara Safina (1/1)                      | Svetlana Kuznetsova (1/1)                |
| 2010 | Jelena Janković (1/1)                    | Kim Clijsters (1/1)                      | Aravane Rezaï (1/1)                      | Caroline Wozniacki (1/3)                 |
| 2011 | Caroline Wozniacki (2/3)                 | Viktorija Azarenka (2/6)                 | Petra Kvitová (1/3)                      | Agnieszka Radwańska (1/3)                |
| 2012 | Viktorija Azarenka (3/6)                 | Agnieszka Radwańska (2/3)                | Serena Williams (1/6)                    | Viktorija Azarenka (4/6)                 |
| 2013 | Marija Sjarapova (1/3)                   | Serena Williams (2/6)                    | Serena Williams (3/6)                    | Serena Williams (4/6)                    |
| 2014 | Flavia Pennetta (1/1)                    | Serena Williams (5/6)                    | Marija Sjarapova (2/3)                   | Marija Sjarapova (3/3)                   |
| 2015 | Simona Halep (1/3)                       | Serena Williams (6/6)                    | Petra Kvitová (2/3)                      | Garbiñe Muguruza (1/1)                   |
| 2016 | Viktorija Azarenka (5/6)                 | Viktorija Azarenka (6/6)                 | Simona Halep (2/3)                       | Agnieszka Radwańska (3/3)                |
| 2017 | Jelena Vesnina (1/1)                     | Johanna Konta (1/1)                      | Simona Halep (3/3)                       | Caroline Garcia (1/1)                    |
| 2018 | Naomi Osaka (1/2)                        | Sloane Stephens (1/1)                    | Petra Kvitová (3/3)                      | Caroline Wozniacki (3/3)                 |
| 2019 | Bianca Andreescu (1/1)                   | Ashleigh Barty (1/1)                     | Kiki Bertens (1/1)                       | Naomi Osaka (2/2)                        |
| 2020 | Aflyst                                   | Aflyst                                   | Aflyst                                   | Aflyst                                   |
| Første Premier Mandatory-titel for den pågældende spiller. Fuldførelse af en spillers "Career Golden Premier Mandatory". |                                          |                                          |                                          |                                          |

Følgende spillere har gennem tiden vundet mindst to titler i kategorien WTA Premier Mandatory. Aktive spillere er markeret med fed skrift.
| Flest Premier Mandatory-titler | Flest Premier Mandatory-titler | Flest Premier Mandatory-titler | Flest Premier Mandatory-titler | Flest Premier Mandatory-titler | Flest Premier Mandatory-titler | Flest Premier Mandatory-titler |
| Spiller                        | Periode                        | Antal titler                   | Indian Wells                   | Miami                          | Madrid                         | Beijing                        |
| ------------------------------ | ------------------------------ | ------------------------------ | ------------------------------ | ------------------------------ | ------------------------------ | ------------------------------ |
| Serena Williams                | 2012-15                        | 6                              | -                              | 3                              | 2                              | 1                              |
| Viktorija Azarenka             | 2009-16                        | 6                              | 2                              | 3                              | -                              | 1                              |
| Marija Sjarapova               | 2013-14                        | 3                              | 1                              | -                              | 1                              | 1                              |
| Agnieszka Radwańska            | 2011-16                        | 3                              | -                              | 1                              | -                              | 2                              |
| Simona Halep                   | 2015-17                        | 3                              | 1                              | -                              | 2                              | -                              |
| Petra Kvitová                  | 2011-18                        | 3                              | -                              | -                              | 3                              | -                              |
| Caroline Wozniacki             | 2010-18                        | 3                              | 1                              | -                              | -                              | 2                              |
| Naomi Osaka                    | 2018-19                        | 2                              | 1                              | -                              | -                              | 1                              |

#### WTA Premier 5
| 2009 | Venus Williams (1/3)       | Dinara Safina (1/1)         | Jelena Dementjeva (1/1)   | Jelena Janković (1/1)    | Marija Sjarapova (1/5)    |
| 2010 | Venus Williams (2/3)       | M.J. Martínez Sánchez (1/1) | Caroline Wozniacki (1/3)  | Kim Clijsters (1/1)      | Caroline Wozniacki (2/3)  |
| 2011 | Caroline Wozniacki (3/3)   | Marija Sjarapova (2/5)      | Serena Williams (1/7)     | Marija Sjarapova (3/5)   | Agnieszka Radwańska (1/2) |
| Sæson | Doha                       | Rom                         | Canada                    | Cincinnati               | Tokyo                     |
| 2012 | Viktorija Azarenka (1/4)   | Marija Sjarapova (4/5)      | Petra Kvitová (1/5)       | Li Na (1/1)              | Nadija Petrova (1/1)      |
| 2013 | Viktorija Azarenka (2/4)   | Serena Williams (2/7)       | Serena Williams (3/7)     | Viktorija Azarenka (3/4) | Petra Kvitová (2/5)       |
| Sæson | Doha / Dubai               | Rom                         | Canada                    | Cincinnati               | Wuhan                     |
| 2014 | Simona Halep (1/5)         | Serena Williams (4/7)       | Agnieszka Radwańska (2/2) | Serena Williams (5/7)    | Petra Kvitová (3/5)       |
| 2015 | Simona Halep (2/5)         | Marija Sjarapova (5/5)      | Belinda Bencic (1/2)      | Serena Williams (6/7)    | Venus Williams (3/3)      |
| 2016 | Carla Suárez Navarro (1/1) | Serena Williams (7/7)       | Simona Halep (3/5)        | Karolína Plíšková (1/2)  | Petra Kvitová (4/5)       |
| 2017 | Elina Svitolina (1/4)      | Elina Svitolina (2/4)       | Elina Svitolina (3/4)     | Garbiñe Muguruza (1/1)   | Caroline Garcia (1/1)     |
| 2018 | Petra Kvitová (5/5)        | Elina Svitolina (4/4)       | Simona Halep (4/5)        | Kiki Bertens (1/1)       | Aryna Sabalenka (1/3)     |
| 2019 | Belinda Bencic (2/2)       | Karolína Plíšková (2/2)     | Bianca Andreescu (1/1)    | Madison Keys (1/1)       | Aryna Sabalenka (2/3)     |
| Sæson | Doha / Dubai               | Canada                      | Cincinnati                | Rom                      | Wuhan                     |
| 2020 | Aryna Sabalenka (3/3)      | Aflyst                      | Viktorija Azarenka (4/4)  | Simona Halep (5/5)       | Aflyst                    |
| Første Premier 5-titel for den pågældende spiller. Fuldførelse af en spillers "Career Golden Premier 5". |                            |                             |                           |                          |                           |

Følgende spillere har gennem tiden vundet mindst to titler i kategorien WTA Premier 5. Aktive spillere er markeret med fed skrift.
| Serena Williams     | 2011-16 | 7 | - | - | 3 | 2 | 2 | - | - |
| Marija Sjarapova    | 2009-15 | 5 | - | - | 3 | - | 1 | 1 | - |
| Petra Kvitová       | 2012-18 | 5 | 1 | - | - | 1 | - | 1 | 1 |
| Simona Halep        | 2014-20 | 5 | 1 | 1 | 1 | 2 | - | - | - |
| Elina Svitolina     | 2017-18 | 4 | - | 1 | 2 | 1 | - | - | - |
| Viktorija Azarenka  | 2012-20 | 4 | 2 | - | - | - | 2 | - | - |
| Caroline Wozniacki  | 2010-11 | 3 | - | 1 | - | 1 | - | 1 | - |
| Venus Williams      | 2009-15 | 3 | - | 2 | - | - | - | - | 1 |
| Aryna Sabalenka     | 2018-20 | 3 | 1 | - | - | - | - | - | 2 |
| Agnieszka Radwańska | 2011-14 | 2 | - | - | - | 1 | - | 1 | - |
| Belinda Bencic      | 2015-19 | 2 | - | 1 | - | 1 | - | - | - |
| Karolína Plíšková   | 2016-19 | 2 | - | - | 1 | - | 1 | - | - |

#### WTA Premier 700
| Vindere af Premier 700-turneringer                   | Vindere af Premier 700-turneringer | Vindere af Premier 700-turneringer | Vindere af Premier 700-turneringer | Vindere af Premier 700-turneringer | Vindere af Premier 700-turneringer | Vindere af Premier 700-turneringer | Vindere af Premier 700-turneringer | Vindere af Premier 700-turneringer | Vindere af Premier 700-turneringer | Vindere af Premier 700-turneringer | Vindere af Premier 700-turneringer | Vindere af Premier 700-turneringer |
| Sæson                                                |                                    | Sydney                             | Paris                              |                                    | Charleston                         | Stuttgart                          | Warszawa                           | Eastbourne                         | Stanford                           | Los Angeles                        | New Haven                          | Moskva                             |
| ---------------------------------------------------- | ---------------------------------- | ---------------------------------- | ---------------------------------- | ---------------------------------- | ---------------------------------- | ---------------------------------- | ---------------------------------- | ---------------------------------- | ---------------------------------- | ---------------------------------- | ---------------------------------- | ---------------------------------- |
| 2009                                                 | -                                  | Dementjeva (1/3)                   | Mauresmo (1/1)                     | -                                  | Lisicki (1/1)                      | Kuznetsova (1/5)                   | Dulgheru (1/2)                     | Wozniacki (1/10)                   | Bartoli (1/2)                      | Pennetta (1/1)                     | Wozniacki (2/10)                   | Schiavone (1/1)                    |
| Sæson                                                |                                    | Sydney                             | Paris                              |                                    | Charleston                         | Stuttgart                          | Warszawa                           | Eastbourne                         | Stanford                           | San Diego                          | New Haven                          | Moskva                             |
| 2010                                                 | -                                  | Dementjeva (2/3)                   | Dementjeva (3/3)                   | -                                  | Stosur (1/2)                       | Henin (1/1)                        | Dulgheru (2/2)                     | Makarova (1/1)                     | Azarenka (1/4)                     | Kuznetsova (2/5)                   | Wozniacki (3/10)                   | Azarenka (2/4)                     |
| Sæson                                                |                                    | Sydney                             | Paris                              | Doha                               | Charleston                         | Stuttgart                          | Bruxelles                          | Eastbourne                         | Stanford                           | Carlsbad                           | New Haven                          | Moskva                             |
| 2011                                                 | -                                  | Li (1/1)                           | Kvitová (1/11)                     | Zvonarjova (1/1)                   | Wozniacki (4/10)                   | Görges (1/2)                       | Wozniacki (5/10)                   | Bartoli (2/2)                      | S. Williams (1/7)                  | Radwańska (1/6)                    | Wozniacki (6/10)                   | Cibulková (1/4)                    |
| Sæson                                                | Brisbane                           | Sydney                             | Paris                              | Dubai                              | Charleston                         | Stuttgart                          | Bruxelles                          | Eastbourne                         | Stanford                           | Carlsbad                           | New Haven                          | Moskva                             |
| 2012                                                 | Kanepi (1/2)                       | Azarenka (3/4)                     | Kerber (1/7)                       | Radwańska (2/6)                    | S. Williams (2/7)                  | Sjarapova (1/4)                    | Radwańska (3/6)                    | Paszek (1/1)                       | S. Williams (3/7)                  | Cibulková (2/4)                    | Kvitová (2/11)                     | Wozniacki (7/10)                   |
| 2013                                                 | S. Williams (4/7)                  | Radwańska (4/6)                    | Barthel (1/1)                      | Kvitová (3/11)                     | S. Williams (5/7)                  | Sjarapova (2/4)                    | Kanepi (2/2)                       | Vesnina (1/1)                      | Cibulková (3/4)                    | Stosur (2/2)                       | Halep (1/3)                        | Halep (2/3)                        |
| Sæson                                                | Brisbane                           | Sydney                             | Paris                              | Dubai                              | Charleston                         | Stuttgart                          | Birmingham                         | Eastbourne                         | Stanford                           | New Haven                          | Tokyo                              | Moskva                             |
| 2014                                                 | S. Williams (6/7)                  | Pironkova (1/1)                    | Pavljutjenkova (1/2)               | V. Williams (1/1)                  | Petkovic (1/2)                     | Sjarapova (3/4)                    | Ivanović (1/2)                     | Keys (1/4)                         | S. Williams (7/7)                  | Kvitová (4/11)                     | Ivanović (2/2)                     | Pavljutjenkova (2/2)               |
| Sæson                                                | Brisbane                           | Sydney                             | Antwerpen                          | Doha                               | Charleston                         | Stuttgart                          | Birmingham                         | Eastbourne                         | Stanford                           | New Haven                          | Tokyo                              | Moskva                             |
| 2015                                                 | Sjarapova (4/4)                    | Kvitová (5/11)                     | Petkovic (1/2)                     | Šafářová (1/1)                     | Kerber (2/7)                       | Kerber (3/7)                       | Kerber (4/7)                       | Bencic (1/2)                       | Kerber (5/7)                       | Kvitová (6/11)                     | Radwańska (5/6)                    | Kuznetsova (3/5)                   |
| Sæson                                                | Brisbane                           | Sydney                             | Skt. Petersborg                    | Doha / Dubai                       | Charleston                         | Stuttgart                          | Birmingham                         | Eastbourne                         | Stanford / San Jose                | New Haven                          | Tokyo                              | Moskva                             |
| 2016                                                 | Azarenka (4/4)                     | Kuznetsova (4/5)                   | Vinci (1/1)                        | Errani (1/1)                       | Stephens (1/1)                     | Kerber (6/7)                       | Keys (2/4)                         | Cibulková (4/4)                    | Konta (1/2)                        | Radwańska (6/6)                    | Wozniacki (8/10)                   | Kuznetsova (5/5)                   |
| 2017                                                 | Plíšková (1/9)                     | Konta (2/2)                        | Mladenovic (1/1)                   | Plíšková (2/9)                     | Kasatkina (1/2)                    | Siegemund (1/1)                    | Kvitová (7/11)                     | Plíšková (3/9)                     | Keys (3/4)                         | Gavrilova (1/1)                    | Wozniacki (9/10)                   | Görges (2/2)                       |
| 2018                                                 | Svitolina (1/2)                    | Kerber (7/7)                       | Kvitová (8/11)                     | Svitolina (2/2)                    | Bertens (1/3)                      | Plíšková (4/9)                     | Kvitová (9/11)                     | Wozniacki (10/10)                  | Buzărnescu (1/1)                   | Sabalenka (1/1)                    | Plíšková (5/9)                     | Kasatkina (2/2)                    |
| Sæson                                                | Brisbane                           | Sydney                             | Skt. Petersborg                    | Doha                               | Charleston                         | Stuttgart                          | Birmingham                         | Eastbourne                         | San Jose                           | Zhengzhou                          | Osaka                              | Moskva                             |
| 2019                                                 | Plíšková (6/9)                     | Kvitová (10/11)                    | Bertens (2/3)                      | Mertens (1/1)                      | Keys (4/4)                         | Kvitová (11/11)                    | Barty (1/2)                        | Plíšková (7/9)                     | Zheng (1/1)                        | Plíšková (8/9)                     | Osaka (1/1)                        | Bencic (2/2)                       |
| Sæson                                                | Brisbane                           | Adelaide                           | Skt. Petersborg                    | Doha / Dubai                       | Charleston                         | Stuttgart                          | Berlin                             | Eastbourne                         | San Jose                           | Zhengzhou                          | Tokyo                              | Moskva                             |
| 2020                                                 | Plíšková (9/9)                     | Barty (2/2)                        | Bertens (3/3)                      | Halep (3/3)                        | Aflyst                             | Aflyst                             | Aflyst                             | Aflyst                             | Aflyst                             | Aflyst                             | Aflyst                             | Aflyst                             |
| Første Premier 700-titel for den pågældende spiller. |                                    |                                    |                                    |                                    |                                    |                                    |                                    |                                    |                                    |                                    |                                    |                                    |

Følgende spillere har gennem tiden vundet mindst tre titler i kategorien WTA Premier 700. Aktive spillere er markeret med fed skrift.
| Flest Premier 700-titler | Flest Premier 700-titler | Flest Premier 700-titler | Flest Premier 700-titler                                                                            |
| Spiller                  | Periode                  | Antal titler             | Turneringer                                                                                         |
| ------------------------ | ------------------------ | ------------------------ | --------------------------------------------------------------------------------------------------- |
| Petra Kvitová            | 2011-19                  | 11                       | New Haven (3), Birmingham (2), Sydney (2), Dubai (1), Paris (1), Skt. Petersborg (1), Stuttgart (1) |
| Caroline Wozniacki       | 2009-18                  | 10                       | New Haven (3), Eastbourne (2), Tokyo (2), Charleston (1), Bruxelles (1), Moskva (1)                 |
| Karolína Plíšková        | 2017-20                  | 9                        | Brisbane (3), Eastbourne (2), Doha (1), Stuttgart (1), Tokyo (1), Zhengzhou (1)                     |
| Serena Williams          | 2011-14                  | 7                        | Stanford (3), Brisbane (2), Charleston (2)                                                          |
| Angelique Kerber         | 2012-18                  | 7                        | Stuttgart (2), Birmingham (1), Charleston (1), Paris (1), Stanford (1), Sydney (1)                  |
| Agnieszka Radwańska      | 2011-16                  | 6                        | Bruxelles (1), Carlsbad (1), Dubai (1), New Haven (1), Sydney (1), Tokyo (1)                        |
| Svetlana Kuznetsova      | 2009-16                  | 5                        | Moskva (2), San Diego (1), Stuttgart (1), Sydney (1)                                                |
| Marija Sjarapova         | 2012-15                  | 4                        | Stuttgart (3), Brisbane (1)                                                                         |
| Viktorija Azarenka       | 2010-16                  | 4                        | Brisbane (1), Moskva (1), Stanford (1), Sydney (1)                                                  |
| Dominika Cibulková       | 2011-16                  | 4                        | Carlsbad (1), Eastbourne (1), Moskva (1), Stanford (1)                                              |
| Madison Keys             | 2014-17                  | 4                        | Birmingham (1), Charleston (1), Eastbourne (1), Stanford (1)                                        |
| Jelena Dementjeva        | 2009-10                  | 3                        | Sydney (2), Paris (1)                                                                               |
| Kiki Bertens             | 2018-20                  | 3                        | Skt. Petersborg (2), Charleston (1)                                                                 |
| Simona Halep             | 2013-20                  | 3                        | Dubai (1), Moskva (1), New Haven (1)                                                                |

#### Flest Premier-titler i alt
Følgende spillere har gennem tiden vundet Premier-turneringer på WTA Tour. Aktive spillere er markeret med fed skrift.
| Serena Williams             | 20 | 6 | 7 | 7  |
| Petra Kvitová               | 19 | 3 | 5 | 11 |
| Caroline Wozniacki          | 16 | 3 | 3 | 10 |
| Viktorija Azarenka          | 14 | 6 | 4 | 4  |
| Marija Sjarapova            | 12 | 3 | 5 | 4  |
| Simona Halep                | 11 | 3 | 5 | 3  |
| Agnieszka Radwańska         | 11 | 3 | 2 | 6  |
| Karolína Plíšková           | 11 | - | 2 | 9  |
| Angelique Kerber            | 7  | - | - | 7  |
| Svetlana Kuznetsova         | 6  | 1 | - | 5  |
| Elina Svitolina             | 6  | - | 4 | 2  |
| Kiki Bertens                | 5  | 1 | 1 | 3  |
| Madison Keys                | 5  | - | 1 | 4  |
| Aryna Sabalenka             | 4  | - | 3 | 1  |
| Venus Williams              | 4  | - | 3 | 1  |
| Belinda Bencic              | 4  | - | 2 | 2  |
| Jelena Dementjeva           | 4  | - | 1 | 3  |
| Dominika Cibulková          | 4  | - | - | 4  |
| Naomi Osaka                 | 3  | 2 | - | 1  |
| Ashleigh Barty              | 3  | 1 | - | 2  |
| Johanna Konta               | 3  | 1 | - | 2  |
| Bianca Andreescu            | 2  | 1 | 1 | -  |
| Kim Clijsters               | 2  | 1 | 1 | -  |
| Caroline Garcia             | 2  | 1 | 1 | -  |
| Jelena Janković             | 2  | 1 | 1 | -  |
| Garbiñe Muguruza            | 2  | 1 | 1 | -  |
| Dinara Safina               | 2  | 1 | 1 | -  |
| Flavia Pennetta             | 2  | 1 | - | 1  |
| Sloane Stephens             | 2  | 1 | - | 1  |
| Jelena Vesnina              | 2  | 1 | - | 1  |
| Vera Zvonarjova             | 2  | 1 | - | 1  |
| Li Na                       | 2  | - | 1 | 1  |
| Marion Bartoli              | 2  | - | - | 2  |
| Alexandra Dulgheru          | 2  | - | - | 2  |
| Julia Görges                | 2  | - | - | 2  |
| Ana Ivanović                | 2  | - | - | 2  |
| Kaia Kanepi                 | 2  | - | - | 2  |
| Darja Kasatkina             | 2  | - | - | 2  |
| Anastasija Pavljutjenkova   | 2  | - | - | 2  |
| Andrea Petkovic             | 2  | - | - | 2  |
| Samantha Stosur             | 2  | - | - | 2  |
| Aravane Rezaï               | 1  | 1 | - | -  |
| María José Martínez Sánchez | 1  | - | 1 | -  |
| Nadija Petrova              | 1  | - | 1 | -  |
| Carla Suárez Navarro        | 1  | - | 1 | -  |
| Mona Barthel                | 1  | - | - | 1  |
| Mihaela Buzărnescu          | 1  | - | - | 1  |
| Sara Errani                 | 1  | - | - | 1  |
| Daria Gavrilova             | 1  | - | - | 1  |
| Justine Henin               | 1  | - | - | 1  |
| Sabine Lisicki              | 1  | - | - | 1  |
| Jekaterina Makarova         | 1  | - | - | 1  |
| Amélie Mauresmo             | 1  | - | - | 1  |
| Elise Mertens               | 1  | - | - | 1  |
| Kristina Mladenovic         | 1  | - | - | 1  |
| Tamira Paszek               | 1  | - | - | 1  |
| Tsvetana Pironkova          | 1  | - | - | 1  |
| Lucie Šafářová              | 1  | - | - | 1  |
| Francesca Schiavone         | 1  | - | - | 1  |
| Laura Siegemund             | 1  | - | - | 1  |
| Roberta Vinci               | 1  | - | - | 1  |
| Zheng Saisai                | 1  | - | - | 1  |

### Double

#### WTA Premier Mandatory
| Vindere af Premier Mandatory-turneringer | Vindere af Premier Mandatory-turneringer          | Vindere af Premier Mandatory-turneringer           | Vindere af Premier Mandatory-turneringer             | Vindere af Premier Mandatory-turneringer               |
| Sæson                                    | Indian Wells                                      | Miami                                              | Madrid                                               | Beijing                                                |
| ---------------------------------------- | ------------------------------------------------- | -------------------------------------------------- | ---------------------------------------------------- | ------------------------------------------------------ |
| 2009                                     | Viktorija Azarenka (1/2) Vera Zvonarjova (1/1)    | Svetlana Kuznetsova (1/1) Amélie Mauresmo (1/1)    | Cara Black (1/2) Liezel Huber (1/2)                  | Hsieh Su-Wei (1/4) Peng Shuai (1/3)                    |
| 2010                                     | Květa Peschke (1/2) Katarina Srebotnik (1/3)      | Gisela Dulko (1/1) Flavia Pennetta (1/1)           | Serena Williams (1/1) Venus Williams (1/1)           | Olga Govortsova (1/1) Chuang Chia-Jung (1/1)           |
| 2011                                     | Sania Mirza (1/5) Jelena Vesnina (1/4)            | Daniela Hantuchová (1/1) Agnieszka Radwańska (1/1) | Viktorija Azarenka (2/2) Marija Kirilenko (1/2)      | Květa Peschke (2/2) Katarina Srebotnik (2/3)           |
| 2012                                     | Liezel Huber (2/2) Lisa Raymond (1/1)             | Marija Kirilenko (2/2) Nadija Petrova (1/2)        | Sara Errani (1/2) Roberta Vinci (1/2)                | Jekaterina Makarova (1/3) Jelena Vesnina (2/4)         |
| 2013                                     | Jekaterina Makarova (2/3) Jelena Vesnina (3/4)    | Nadija Petrova (2/2) Katarina Srebotnik (3/3)      | Anastasija Pavljutjenkova (1/1) Lucie Šafářová (1/3) | Cara Black (2/2) Sania Mirza (2/5)                     |
| 2014                                     | Hsieh Su-Wei (2/4) Peng Shuai (2/3)               | Martina Hingis (1/7) Sabine Lisicki (1/1)          | Sara Errani (2/2) Roberta Vinci (2/2)                | Andrea Hlaváčková (1/2) Peng Shuai (3/3)               |
| 2015                                     | Martina Hingis (2/7) Sania Mirza (3/5)            | Martina Hingis (3/7) Sania Mirza (4/5)             | Casey Dellacqua (1/1) Jaroslava Sjvedova (1/1)       | Martina Hingis (4/7) Sania Mirza (5/5)                 |
| 2016                                     | Bethanie Mattek-Sands (1/4) Coco Vandeweghe (1/2) | Bethanie Mattek-Sands (2/4) Lucie Šafářová (2/3)   | Caroline Garcia (1/1) Kristina Mladenovic (1/1)      | Bethanie Mattek-Sands (3/4) Lucie Šafářová (3/3)       |
| 2017                                     | Chan Yung-Jan (1/3) Martina Hingis (5/7)          | Gabriela Dabrowski (1/1) Xu Yifan (1/1)            | Chan Yung-Jan (2/3) Martina Hingis (6/7)             | Chan Yung-Jan (3/3) Martina Hingis (7/7)               |
| 2018                                     | Hsieh Su-Wei (3/4) Barbora Strýcová (1/3)         | Ashleigh Barty (1/1) Coco Vandeweghe (2/2)         | Jekaterina Makarova (3/3) Jelena Vesnina (4/4)       | Andrea Sestini Hlaváčková (2/2) Barbora Strýcová (2/3) |
| 2019                                     | Elise Mertens (1/2) Aryna Sabalenka (1/2)         | Elise Mertens (2/2) Aryna Sabalenka (2/2)          | Hsieh Su-Wei (4/4) Barbora Strýcová (3/3)            | Sofia Kenin (1/1) Bethanie Mattek-Sands (4/4)          |
| 2020                                     | Aflyst                                            | Aflyst                                             | Aflyst                                               | Aflyst                                                 |

Følgende spillere har gennem tiden vundet mindst tre titler i kategorien WTA Premier Mandatory. Aktive spillere er markeret med fed skrift.
| Flest Premier Mandatory-titler | Flest Premier Mandatory-titler | Flest Premier Mandatory-titler | Flest Premier Mandatory-titler | Flest Premier Mandatory-titler | Flest Premier Mandatory-titler | Flest Premier Mandatory-titler |
| Spiller                        | Periode                        | Antal titler                   | Indian Wells                   | Miami                          | Madrid                         | Beijing                        |
| ------------------------------ | ------------------------------ | ------------------------------ | ------------------------------ | ------------------------------ | ------------------------------ | ------------------------------ |
| Martina Hingis                 | 2014-17                        | 7                              | 2                              | 2                              | 1                              | 2                              |
| Sania Mirza                    | 2011-15                        | 5                              | 2                              | 1                              | -                              | 2                              |
| Hsieh Su-Wei                   | 2009-19                        | 4                              | 2                              | -                              | 1                              | 1                              |
| Jelena Vesnina                 | 2011-18                        | 4                              | 2                              | -                              | 1                              | 1                              |
| Bethanie Mattek-Sands          | 2016-19                        | 4                              | 1                              | 1                              | -                              | 2                              |
| Katarina Srebotnik             | 2010-13                        | 3                              | 1                              | 1                              | -                              | 1                              |
| Peng Shuai                     | 2009-14                        | 3                              | 1                              | -                              | -                              | 2                              |
| Lucie Šafářová                 | 2013-16                        | 3                              | -                              | 1                              | 1                              | 1                              |
| Chan Yung-Jan                  | 2017                           | 3                              | 1                              | -                              | 1                              | 1                              |
| Jekaterina Makarova            | 2012-18                        | 3                              | 1                              | -                              | 1                              | 1                              |
| Barbora Strýcová               | 2018-19                        | 3                              | 1                              | -                              | 1                              | 1                              |

#### WTA Premier 5
| 2009  | Cara Black (1/3) Liezel Huber (1/6)                            | Hsieh Su-Wei (1/7) Peng Shuai (1/5)           | Nuria Llagostera Vives (1/2) María José Martínez Sánchez (1/3) | Cara Black (2/3) Liezel Huber (2/6)             | Alisa Klejbanova (1/1) Francesca Schiavone (1/1)      |
| 2010  | Nuria Llagostera Vives (2/2) María José Martínez Sánchez (2/3) | Gisela Dulko (1/2) Flavia Pennetta (1/3)      | Gisela Dulko (2/2) Flavia Pennetta (2/3)                       | Marija Kirilenko (1/1) Viktorija Azarenka (1/2) | Iveta Benešová (1/1) Barbora Záhlavová-Strýcová (1/5) |
| 2011  | Liezel Huber (3/6) María José Martínez Sánchez (3/3)           | Peng Shuai (2/5) Zheng Jie (1/1)              | Liezel Huber (4/6) Lisa Raymond (1/3)                          | Vania King (1/1) Jaroslava Sjvedova (1/1)       | Liezel Huber (5/6) Lisa Raymond (2/3)                 |
| Sæson | Doha                                                           | Rom                                           | Canada                                                         | Cincinnati                                      | Tokyo                                                 |
| 2012  | Liezel Huber (6/6) Lisa Raymond (3/3)                          | Sara Errani (1/3) Roberta Vinci (1/3)         | Klaudia Jans-Ignacik (1/1) Kristina Mladenovic (1/3)           | Andrea Hlaváčková (1/1) Lucie Hradecká (1/3)    | Raquel Kops-Jones (1/2) Abigail Spears (1/2)          |
| 2013  | Sara Errani (2/3) Roberta Vinci (2/3)                          | Hsieh Su-Wei (2/7) Peng Shuai (3/5)           | Jelena Janković (1/1) Katarina Srebotnik (1/2)                 | Hsieh Su-Wei (3/7) Peng Shuai (4/5)             | Cara Black (3/3) Sania Mirza (1/4)                    |
| Sæson | Doha / Dubai                                                   | Rom                                           | Canada                                                         | Cincinnati                                      | Wuhan                                                 |
| 2014  | Hsieh Su-Wei (4/7) Peng Shuai (5/5)                            | Květa Peschke (1/2) Katarina Srebotnik (2/2)  | Sara Errani (3/3) Roberta Vinci (3/3)                          | Raquel Kops-Jones (2/2) Abigail Spears (2/2)    | Martina Hingis (1/6) Flavia Pennetta (3/3)            |
| 2015  | Tímea Babos (1/2) Kristina Mladenovic (2/3)                    | Tímea Babos (2/2) Kristina Mladenovic (3/3)   | Bethanie Mattek-Sands (1/2) Lucie Šafářová (1/2)               | Chan Hao-Ching (1/2) Chan Yung-Jan (1/5)        | Martina Hingis (2/6) Sania Mirza (2/4)                |
| 2016  | Chan Hao-Ching (2/2) Chan Yung-Jan (2/5)                       | Martina Hingis (3/6) Sania Mirza (3/4)        | Jekaterina Makarova (1/4) Jelena Vesnina (1/3)                 | Sania Mirza (4/4) Barbora Strýcová (2/5)        | Bethanie Mattek-Sands (2/2) Lucie Šafářová (2/2)      |
| 2017  | Jekaterina Makarova (2/4) Jelena Vesnina (2/3)                 | Martina Hingis (4/6) Chan Yung-Jan (3/5)      | Jekaterina Makarova (3/4) Jelena Vesnina (3/3)                 | Chan Yung-Jan (4/5) Martina Hingis (5/6)        | Chan Yung-Jan (5/5) Martina Hingis (6/6)              |
| 2018  | Gabriela Dabrowski (1/1) Jeļena Ostapenko (1/1)                | Ashleigh Barty (1/3) Demi Schuurs (1/4)       | Ashleigh Barty (2/3) Demi Schuurs (2/4)                        | Lucie Hradecká (2/3) Jekaterina Makarova (4/4)  | Elise Mertens (1/1) Demi Schuurs (3/4)                |
| 2019  | Hsieh Su-Wei (5/7) Barbora Strýcová (3/5)                      | Ashleigh Barty (3/3) Viktorija Azarenka (2/2) | Barbora Krejčíková (1/1) Kateřina Siniaková (1/1)              | Lucie Hradecká (3/3) Andreja Klepač (1/1)       | Duan Yingying (1/1) Veronika Kudermetova (1/1)        |
| Sæson | Doha / Dubai                                                   | Canada                                        | Cincinnati                                                     | Rom                                             | Wuhan                                                 |
| 2020  | Hsieh Su-Wei (6/7) Barbora Strýcová (4/5)                      | Aflyst                                        | Květa Peschke (2/2) Demi Schuurs (4/4)                         | Hsieh Su-Wei (7/7) Barbora Strýcová (5/5)       | Aflyst                                                |

Følgende spillere har gennem tiden vundet mindst tre doubletitler i kategorien WTA Premier 5. Aktive spillere er markeret med fed skrift.
| Hsieh Su-Wei                | 2009-20 | 7 | 2 | 1 | 3 | - | 1 | - | - |
| Liezel Huber                | 2009-12 | 6 | 1 | 2 | - | 1 | 1 | 1 | - |
| Martina Hingis              | 2014-17 | 6 | - | - | 2 | - | 1 | - | 3 |
| Peng Shuai                  | 2009-14 | 5 | 1 | - | 3 | - | 1 | - | - |
| Chan Yung-Jan               | 2015-17 | 5 | 1 | - | 1 | - | 2 | - | 1 |
| Sania Mirza                 | 2013-16 | 4 | - | - | 1 | - | 1 | 1 | 1 |
| Jekaterina Makarova         | 2016-18 | 4 | 1 | - | - | 2 | 1 | - | - |
| Barbora Strýcová            | 2010-20 | 4 | 1 | 1 | - | - | 1 | 1 | - |
| Demi Schuurs                | 2018-20 | 4 | - | - | 1 | 1 | 1 | - | 1 |
| María José Martínez Sánchez | 2009-11 | 3 | - | 2 | - | 1 | - | - | - |
| Lisa Raymond                | 2011-12 | 3 | 1 | - | - | 1 | - | 1 | - |
| Cara Black                  | 2009-13 | 3 | - | 1 | - | - | 1 | 1 | - |
| Sara Errani                 | 2012-14 | 3 | 1 | - | 1 | 1 | - | - | - |
| Roberta Vinci               | 2012-14 | 3 | 1 | - | 1 | 1 | - | - | - |
| Flavia Pennetta             | 2010-14 | 3 | - | - | 1 | 1 | - | - | 1 |
| Kristina Mladenovic         | 2012-15 | 3 | 1 | - | 1 | 1 | - | - | - |
| Jelena Vesnina              | 2016-17 | 3 | - | 1 | - | 2 | - | - | - |
| Ashleigh Barty              | 2018-19 | 3 | - | - | 2 | 1 | - | - | - |
| Lucie Hradecká              | 2012-19 | 3 | - | - | - | - | 3 | - | - |

#### WTA Premier 700
Tekst mangler, hjælp os med at skrive teksten